# Freddie Washington (bajista)
«Ready» Freddie Washington es un bajista de sesión estadounidense que ha tocado con artistas como Herbie Hancock, Michael Jackson, Al Jarreau, Aaron Neville, Lionel Richie, Anita Baker, B. B. King, Elton John, Stevie Wonder y Whitney Houston, Donald Fagen, The Crusaders, George Benson, Deniece Williams, Johnny Mathis, Burt Bacharach, Kenny Loggins y Steely Dan.
Es conocido por su contribución de composición de canciones a «Forget Me Nots» de Patrice Rushen, que presenta en gran medida su trabajo de bajo y más tarde hizo el sampleado a «Men in Black» de Will Smith. Durante la década de 1990, Washington y Patrice Rushen formaron parte de una sección de ritmo popular conocida como «The Meeting». Más recientemente, Washington ha estado de gira con Steely Dan.